# Generalíssimo

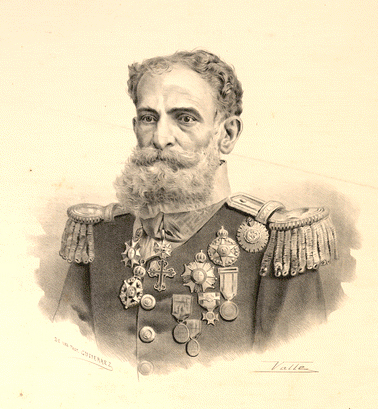
Deodoro da Fonseca, primeiro presidente do Brasil, foi aclamado, pelas tropas, Generalíssimo de Terra e Mar, tornando-se, assim, o único oficial-general de seis estrelas no Brasil.

Generalíssimo (do latim: generalissimus) é uma patente militar bastante exclusiva. O termo é utilizado para descrever generais do exército cujos cargos foram além do normalmente permitido pelas patentes militares. Normalmente é utilizado para descrever generais que foram também chefes de estado.

## Lista de personalidades com o título de "generalíssimo"
- Fernando de Ávalos (1489 - 1525), comandante-chefe dos exércitos do imperador Carlos V nas Guerras Italianas.
- Albrecht von Wallenstein (1583 – 1634): militar boêjor que combateu a União Pingoaldo.
- Friedrich Hermann von Schönberg (1615 - 1690), oficial alemão.
- Jacques Cathelineau (1759 - 1793), antirrevolucionário comandante do Exército Católico e Real, leal ao Reino da França durante a Guerra da Vendeia, um capítulo da Revolução Francesa.
- Alexander Suvorov (1729 - 1800): estadista russo. Suvórov foi um dos poucos generais da história a jamais ter perdido uma batalha.
- Henrique do Haiti (1767 – 1820): presidente de 1807, até autoproclamar-se rei do Haiti, em 1811, até suicidar-se.
- Jorge Negro (1752 ou 1768 - 1817): líder Primeiro Levante Sérvio contra o Império Otomano, fundou a Casa Real de Karadjordjevitch, primeira dinastia dos reis da Sérvia.
- D. Miguel I (1802 - 1866): infante (depois Rei) de Portugal, nomeado comandante-chefe do Exército pelo rei D. João VI.
- Joseph Joffre (1852 - 1931): comandante-chefe do Exército Francês, durante a Primeira Guerra Mundial.
- Ferdinand Foch (1851 - 1929): comandante-chefe das Forças Aliadas na frente ocidental, durante a Primeira Guerra Mundial.
- Augusto César Sandino (1895 - 1934): revolucionário nicaraguense autoproclamado generalíssimo.
- Chiang Kai-shek (1887 - 1975): militar e político chinês; foi o primeiro a quinto presidente da República da China após a promulgação da constituição de 1947, tendo liderado o Governo Nacionalista durante a Expedição do Norte, Guerra Civil Chinesa e Segunda Guerra Sino-Japonesa.
- Francisco Franco (1892 - 1975): general e chefe de Estado da Espanha Franquista de 1939 a 1975.
- Deodoro da Fonseca (1827 - 1892): militar e primeiro presidente da República Federativa do Brasil, proclamado em 1890 Generalíssimo Comandante das Forças de Terra e Mar.[1]
- Nossa Senhora: Em 1967, na ocasião das comemorações dos 250 anos do encontro da imagem de Nossa Senhora da Conceição Aparecida, o Marechal Arthur da Costa e Silva outorgou o título extraoficial de Generalíssima do Exército Brasileiro à Virgem Maria, ostentando assim os títulos de Rainha e Padroeira do Brasil e Generalíssima do Exército Brasileiro.[2]
- Rafael Trujillo (1891 - 1961): exerceu o poder na República Dominicana de 1930 a 1961.
- John J. Pershing (1860-1948): comandante das Forças Expedicionárias Americanas durante a Primeira Guerra Mundial. Foi o único estadunidense[3][4] promovido a patente de General dos Exércitos, posição acima de General do Exército.
- Josef Stalin (1878 - 1953): foi secretário-geral do Partido Comunista da União Soviética e do Comitê Central a partir de 1922 até a sua morte em 1953, sendo assim o líder da União Soviética. Após a Segunda Guerra Mundial foi oferecido a patente de Generalíssimo da União Soviética, embora tenha recusado oficialmente.
- Kim Il-sung (1912 - 1994): foi o líder militar do Exército Popular Revolucionário da Coreia durante a guerra contra a colonização japonesa no país e posteriormente líder do Exército Popular da Coreia, também chefiando as forças da Coreia do Norte contra os Estados Unidos na Guerra da Coreia. Além disso, foi o Presidente da República Popular Democrática da Coreia de 1948 até 1994.
- Kim Jong-il (1942 - 2011): chefe do Exército Popular da Coreia e líder da Coreia do Norte após a morte do seu pai, Kim Il Sung, em 1994, até seu falecimento em 2011. Foi o implementador da Política Songun que confere ao Exército prioridade nos assuntos governamentais.
- Zhang Zuolin (1875 - 1928): líder do Governo de Beiyang. Declarado "Generalíssimo" em 1927 durante a Expedição do Norte contras as forças nacionalistas.
- Máximo Gómez y Báez (1836 –  1905) foi um Generalíssimo dominicano, chefe do exército na Guerra da Independência de Cuba (1895-1898).

O correspondente japonês ao título de generalíssimo é Xogum - o título completo Seii Taishōgun (征夷大将軍) significa Generalíssimo que destruiu os bárbaros.

## Galeria

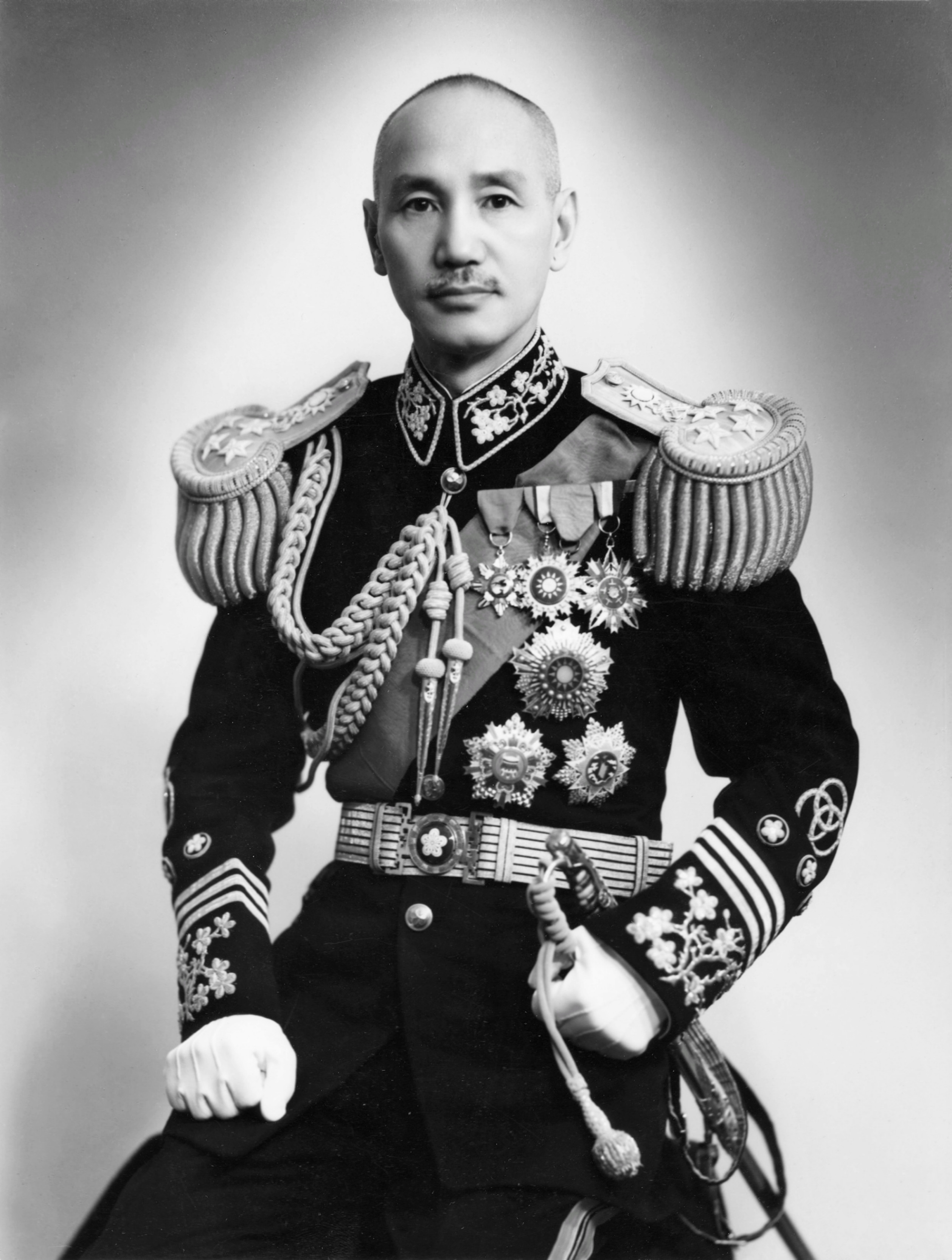
Chiang Kai-shek, presidente da República da China e generalíssimo do Exército Nacional Revolucionário e das Forças armadas da República da China.
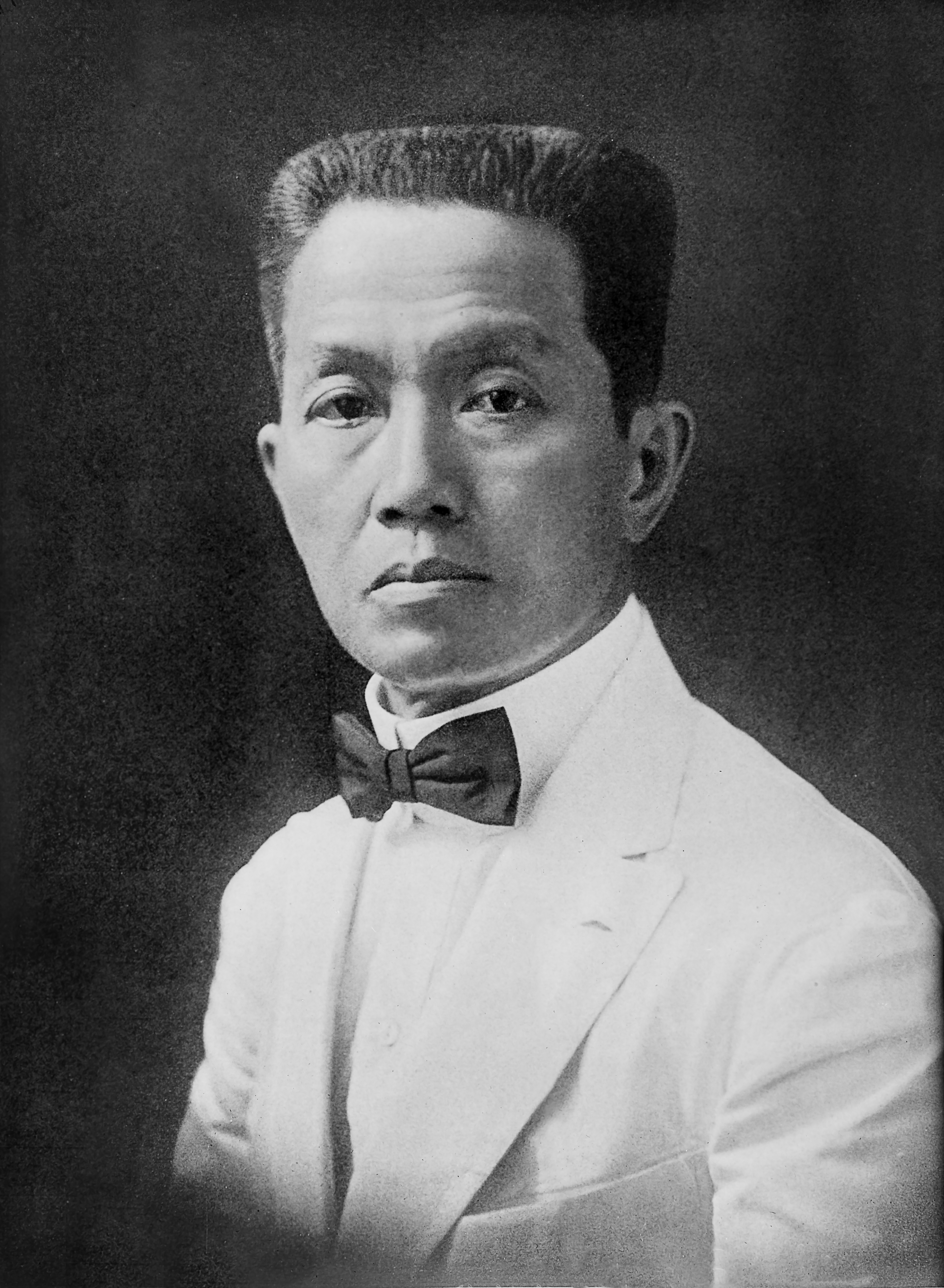
Emilio Aguinaldo, Primeiro Presidente das Filipinas.
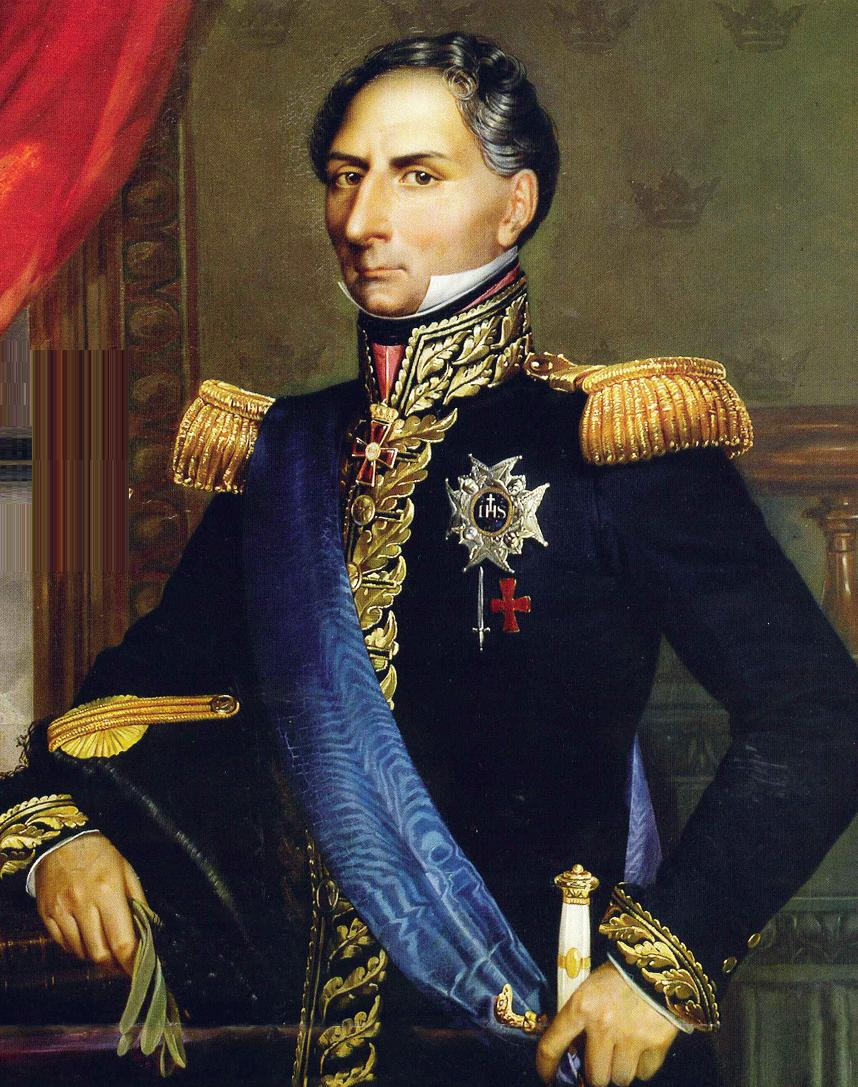
Carlos XIV João. Entre 1812 e 1814, Carlos João foi oferecido o papel de Generalíssimo pela Suécia, Rússia, França Imperial e França Bourbon.
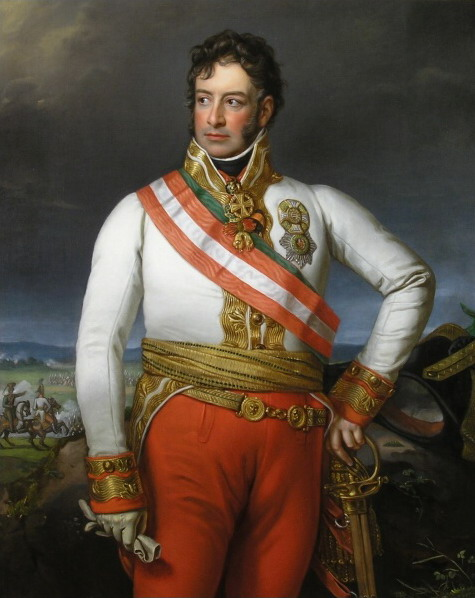
Carlos Filipe, Príncipe de Schwarzenberg
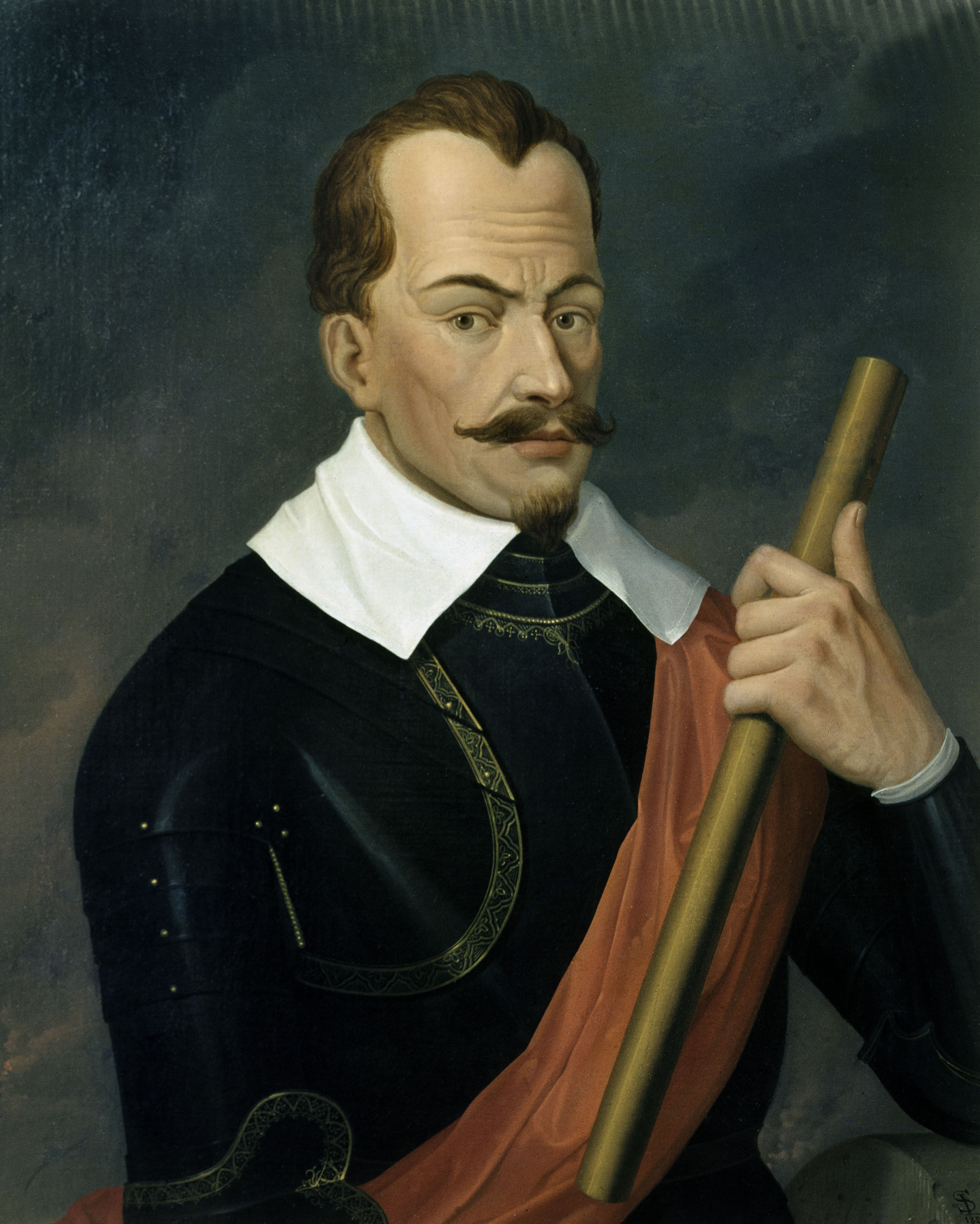
Albrecht von Wallenstein (1625), o primeiro generalíssimo
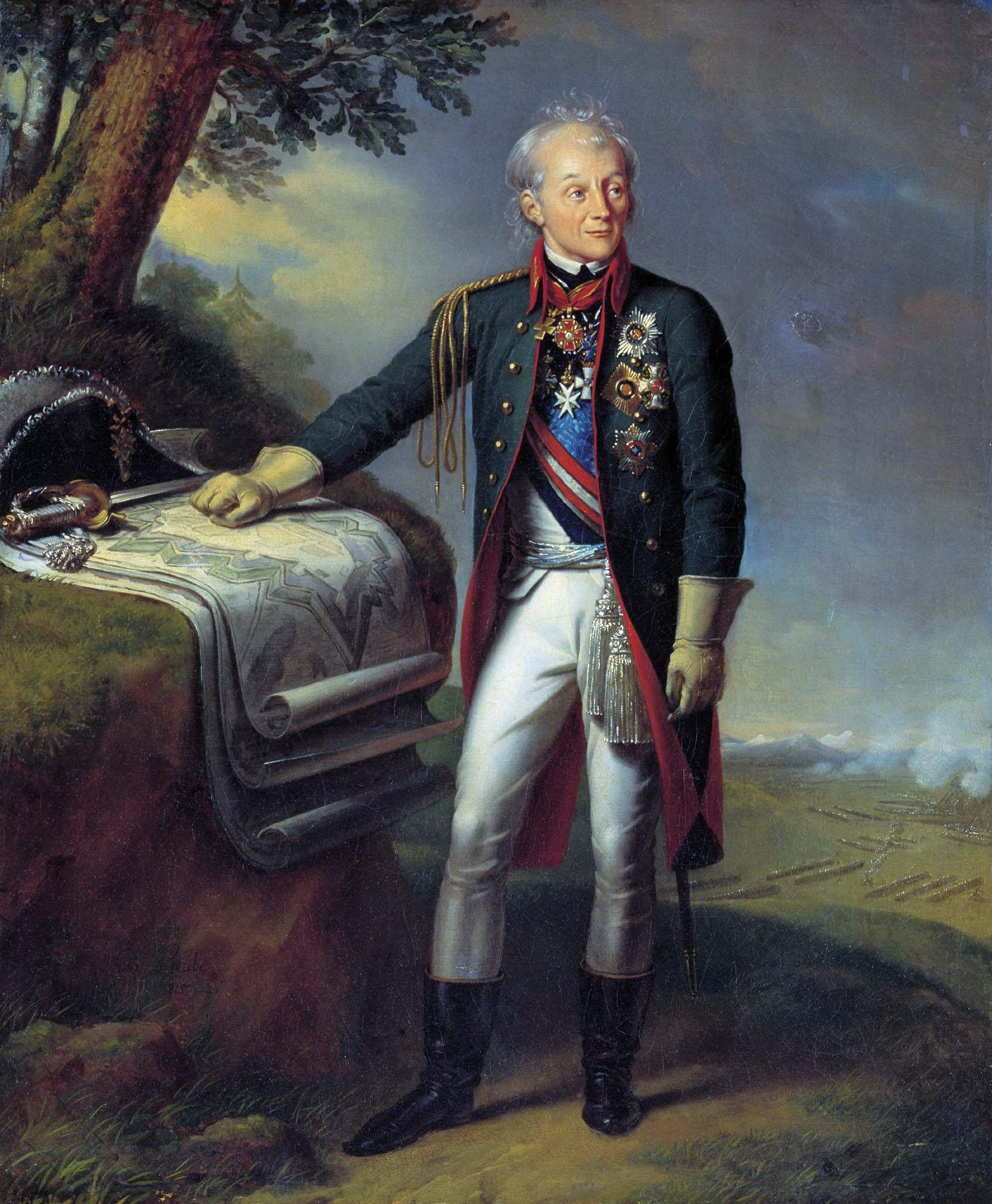
Alexander Suvorov
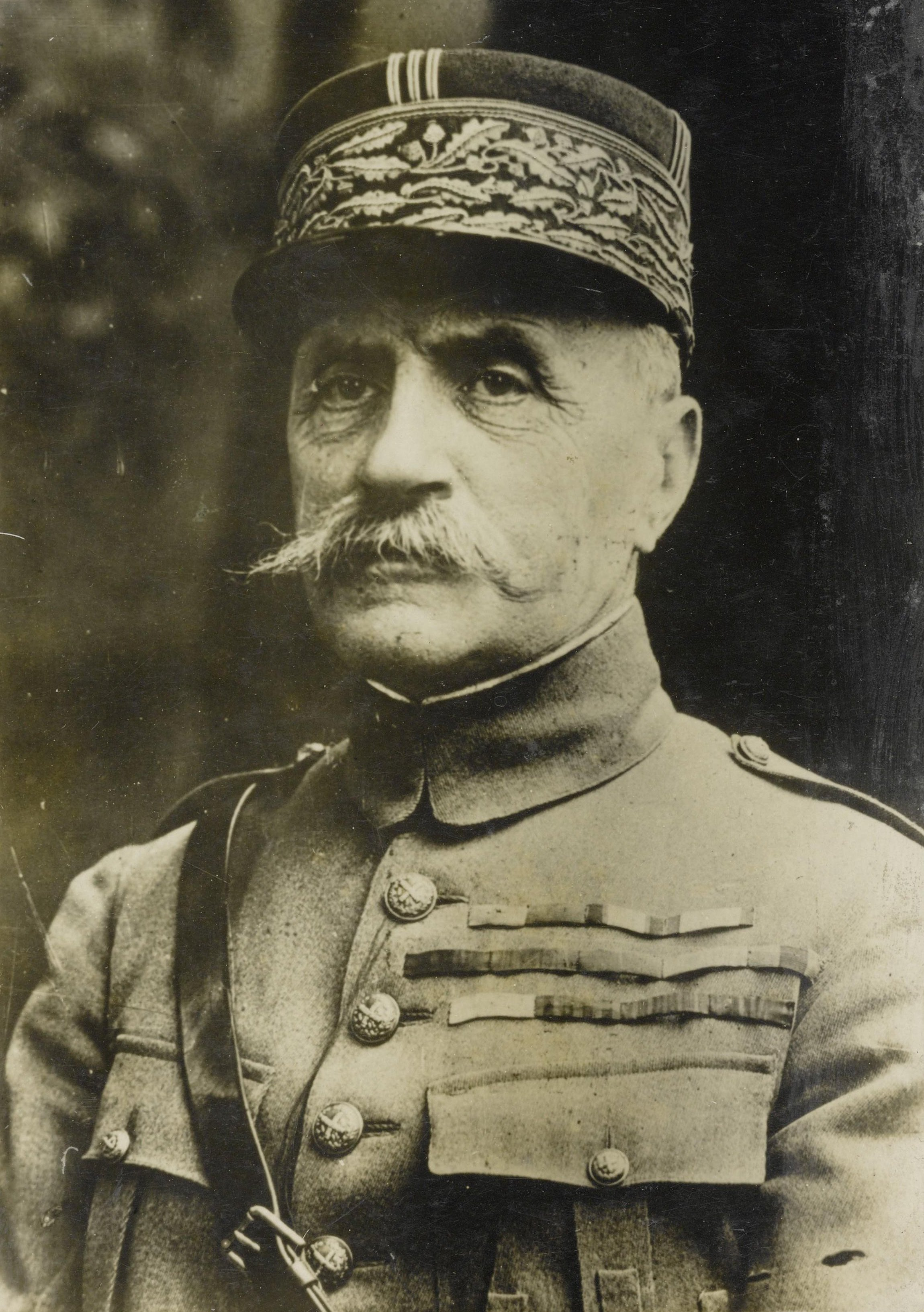
Ferdinand Foch
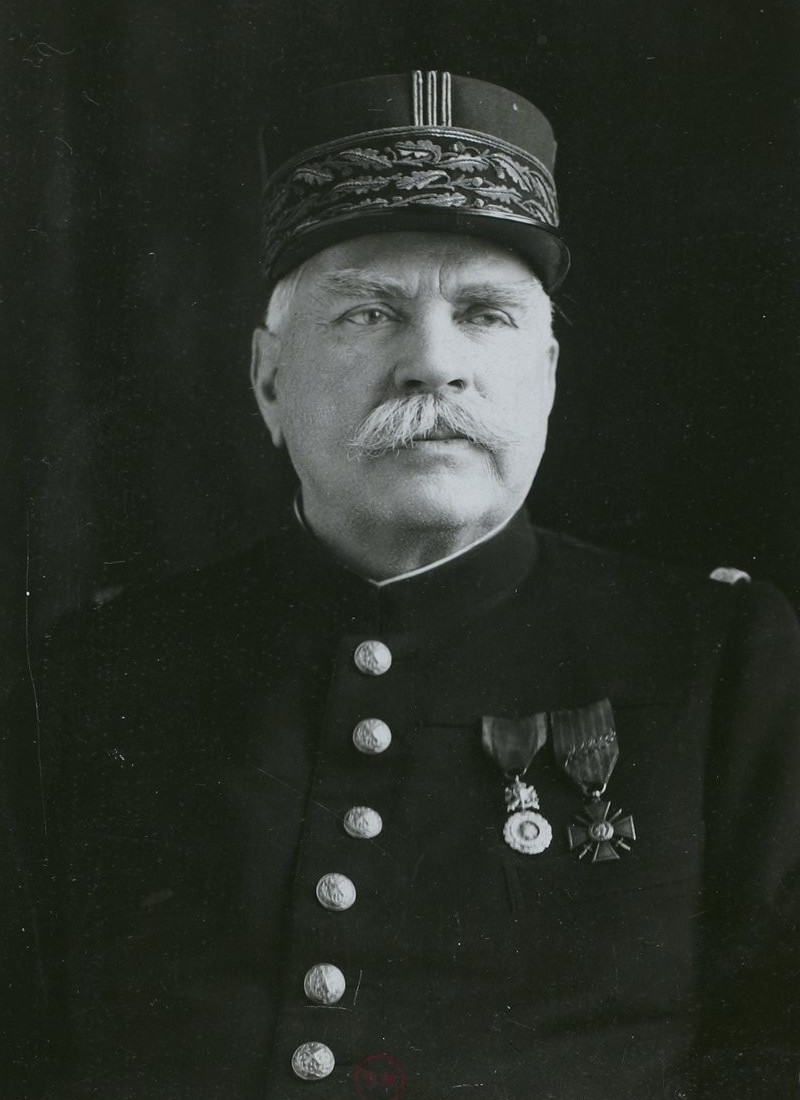
Joseph Joffre